# Тримбах (Золотурн)
Тримбах (нем. Trimbach SO) — коммуна в Швейцарии, в кантоне Золотурн. 
Входит в состав округа Гёсген. Население составляет 6151 человек (на 31 декабря 2007 года). Официальный код — 2500.

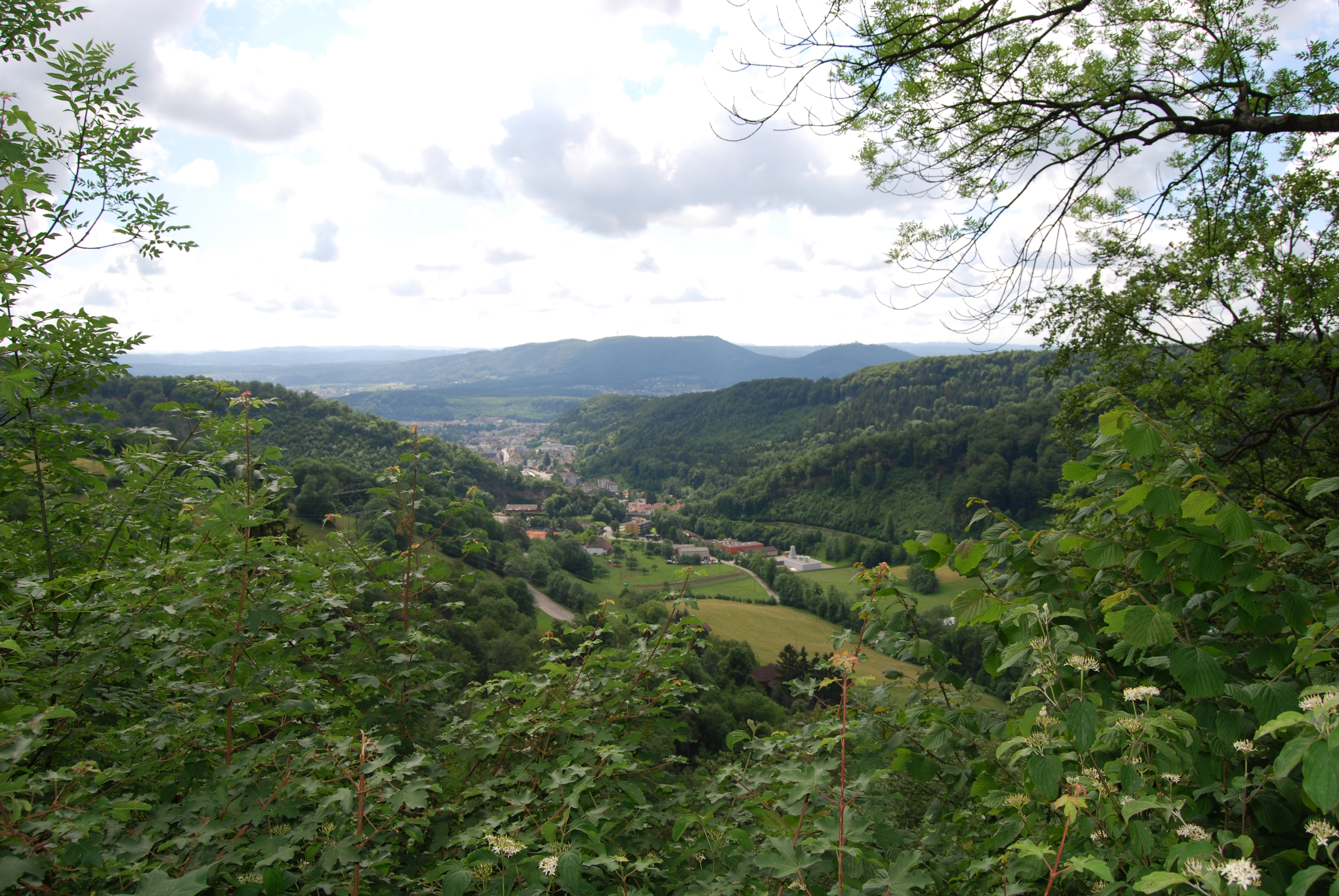
Тримбах